# Christoph-Rübsamen-Steg
Der Christoph-Rübsamen-Steg ist eine Fahrrad- und Fußgängerbrücke, die sich in der mittelhessischen Stadt Gießen über die Lahn spannt. Konstruiert als Projekt im Rahmen einer Landesgartenschau konnte der Steg im Frühjahr 2014 nach eineinhalbjähriger Bauzeit eröffnet werden. Er ist eine von acht Querungen des Flusses im Stadtgebiet und geht auf infrastrukturell-stadtplanerische Überlegungen zurück, die bereits Anfang des 20. Jahrhunderts aufkamen.

## Lage
Zu beiden Seiten der Lahn verlaufen die Rampen des Christoph-Rübsamen-Steges durch Kleingartengebiete. Er überquert den an dieser Stelle in gerader Linie vom Norden in den Süden strömenden Fluss beinahe vollkommen rechtwinklig – also in West-Ost-Ausrichtung. Die Brücke stellt am Ostufer eine Verlängerung der Sudetenlandstraße dar, die westlich des Bahndamms der Main-Weser-Bahn nach Norden abknickt und in den Wißmarer Weg übergeht. In diesem Knick befindet sich die Zufahrt zum Steg. Am Westufer mündet die entsprechende Rampe in den Leimenkauter Weg.
Die Brücke schafft somit erstmals eine direkte Verbindung zwischen den „statistischen Bezirken“ Weststadt und Nordstadt, die allerdings beide zum „Stadtteil“ Kernstadt zählen. Vom östlichen Ufer aus erreicht man nun – beispielsweise aus dem Wohnquartier Flussstraßenviertel kommend – ohne größere Umstände die ehemalige Arbeitersiedlung Gummiinsel im Westen.

## Beschreibung
Das Tragwerk des Christoph-Rübsamen-Steges ist eine rückverankerte Stahl-Stahlbeton-Hängebrücke mit aufgeständerten Rampen an beiden Seiten. Die östliche Rampe weist eine Länge von 54 Metern und die westliche eine Länge von 49 Metern auf. Als Landmarken weithin sichtbar sind die zirkelförmigen A-Pylone der Brücke zu beiden Ufern der Lahn. Sie sind jeweils 24 Meter hoch und zehn Tonnen schwer, leicht zur Brückenmitte hin geneigt und bestehen aus Stahlrundrohren mit einem Durchmesser von 355,6 Millimetern (≈ 35,5 Zentimeter). Zwischen den Pylonen hat die Brücke über dem Fluss eine Durchfahrtshöhe von 4,5 Metern sowie eine freie Hauptspannweite von 49 Metern; ihre Gesamtlänge summiert sich somit auf 152 Meter. Bei den Tragkabeln handelt es sich um vollverschlossene Spiralseile, die mit Gabelköpfen an den Pylonen angeschlossen sind. Anzumerken ist, dass sie nicht zusätzlich auch noch die Rampen tragen, da diese durch Pfeiler gestützt sind. Auf den Uferseiten der Brücke sind die Kabel daher zur Stabilisierung der Pylonen im Boden verankert. Dementsprechend sind auch ausschließlich im Bereich der Hauptspannweite Hänger zu finden; sie sind senkrecht installiert. Die Überbauhöhe beträgt 30 Zentimeter und das Brückendeck aus Halbfertigteilen und Ortbeton – mit der vier Meter breiten Fahrbahn – wurde in Verbundbauweise ausgeführt.

## Historie

### Frühere Planungen
Die Idee zur Konstruktion einer Lahnbrücke in der Verlängerung der Sudetenlandstraße reicht bereits bis in die frühen Jahre des 20. Jahrhunderts zurück. Am 11. Juni 1914 hatte der Stadtverordnete Robert Sommer – hauptberuflich Professor für Psychiatrie an der Gießener Ludwigs-Universität – in einem Vortag eine bessere Anbindung der Stadt an die Lahn und zu diesem Zweck den Bau einer hölzernen Brücke an besagter Stelle gefordert. Er bemängelte, dass der Bahndamm Gießen in diesem Gebiet vom Fluss abschneide. 1935 wurde die Idee erstmals in einem Plan des städtischen Hoch- und Tiefbauamtes aufgeführt.
Der städtische Generalverkehrsplan von 1967 sah im Rahmen der damaligen Planungen für eine „autogerechte Stadt“ eine vierspurige Nordtangente vor, die von der Straße Ursulum im Ostteil der Stadt, durch die Wieseckaue, über die Sudetenlandstraße bis zum Gleiberger Weg in der Weststadt führen sollte. Zu einer Umsetzung kam es allerdings nicht. In den 1980er Jahren erwog das Tiefbauamt die Einrichtung einer Fährverbindung zwischen West- und Nordstadt. Abermals konkretisiert wurde die Idee einer Lahnbrücke im Jahr 1996, als die Stadtverordnetenversammlung einstimmig einen entsprechenden Projektbeschluss fasste. Zwar wurden im Jahr 2000 sowohl die Realisierung beschlossen als auch bereits die vorgesehenen Baukosten mit zwei Millionen D-Mark angegeben, letztlich erfolgte jedoch aufgrund eines Regierungswechsels und einer damit einhergehenden Prioritätenverschiebung erneut kein Bau.

### Bauphase

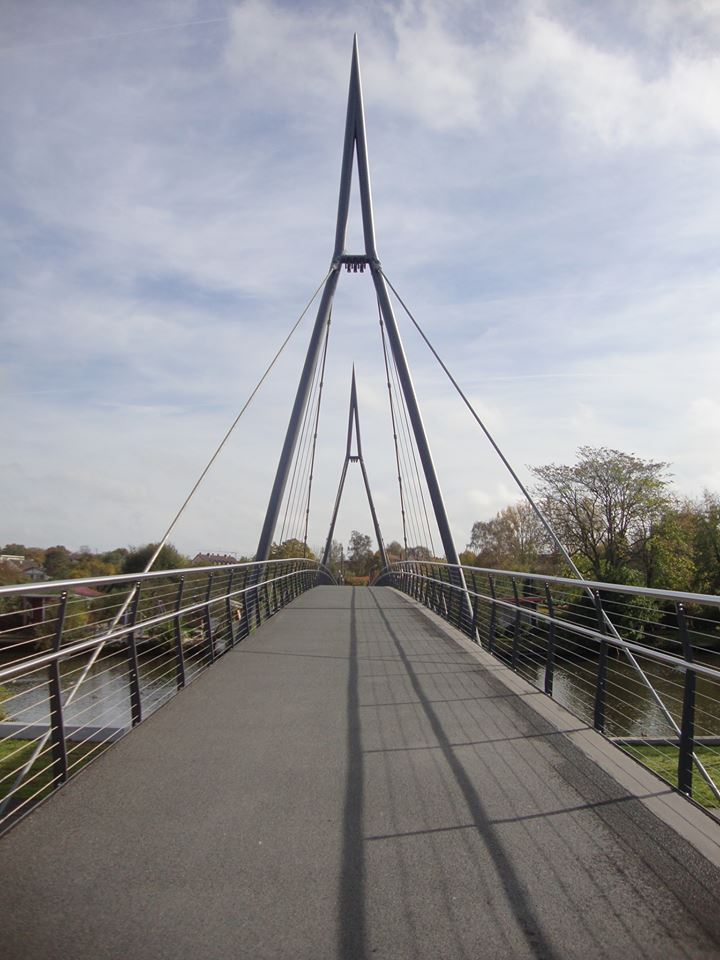
Die Fahrbahn der Brücke im Oktober 2014. Im spitzen Winkel des Pylons sind (im Vergleich zum Foto in der Infobox) die mittlerweile installierten Straßenlampen erkennbar.

Erst nachdem Gießen im März 2008 den Zuschlag für die Organisation der hessischen Landesgartenschau 2014 erhalten hatte, wurde die Idee als konkretes Vorhaben wieder aufgegriffen. Im Rahmen dieser Ausstellung konzipierte man im Stadtgebiet die beiden Hauptstandorte „Wieseckaue“ und „Lahnaue“, die durch drei Korridore miteinander verbunden waren. Die zu bauende Lahnquerung wurde dabei als essentieller Bestandteil des „Nordstadtkorridors“ angesehen. Florian Rentsch (FDP) – damaliger hessischer Minister für Wirtschaft, Verkehr und Landesentwicklung – maß der Brücke unabhängig von der Landesgartenschau auch eine hohe Bedeutung für den florierenden Fahrradtourismus in der Region bei.
Für die Planung der Brücke zeichnete das in Gießen ansässige Ingenieurbüro für Tragwerksplanung von Uwe Weber verantwortlich. Joachim Swillus, ein freischaffender Architekt aus Berlin, wurde mit der künstlerischen Überarbeitung des Brückenentwurfes beauftragt und entwarf auch die Pylone. Ende September 2012 wurde der Auftrag zum Bau öffentlich ausgeschrieben. Den Zuschlag zur Bauausführung erhielt ein Konsortium der Unternehmen Adolf Lupp (aus Nidda), Stahlbau Schulte GmbH (aus Bergneustadt) sowie Eurovia und die statische Prüfung übernahmen Ingenieure des Stuttgarter Büros Schlaich Bergermann Partner.
Der erste Spatenstich erfolgte schließlich am 29. November 2012. Damit die Brücke am vorgesehenen Ort verwirklicht werden konnte, stellte eine Familie ihr Kleingartengrundstück als Bauland zur Verfügung. Zum endgültigen Brückenschluss war es notwendig, den Wasserspiegel der Lahn Anfang November 2013 vorübergehend um einen Meter abzusenken. Gegenüber der Ursprungsplanung wurden während der Bauphase die Böschungen auf beiden Seiten des Bauwerks etwas steiler angelegt, um einen Durchgang unter den Rampen zu ermöglichen. Des Weiteren gestaltete man im Osten wie im Westen an den jeweiligen Einmündungen der Brücke in das vorhandene Straßennetz kleine gepflasterte Plätze. Die umgebenden Grünflächen wurden zu Obstwiesenparks umgewandelt, auf denen man neben den erhaltenen Obstbäumen auch weitere alte regionaltypische Apfelsorten angepflanzte. Am Ostufer der Lahn verlangte der Bau des Christoph-Rübsamen-Steges außerdem die Umsetzung einer neuen Verkehrsführung, um Fahrradfahrer aus der Innenstadt über den Wißmarer Weg sicher zur Brückenauffahrt leiten zu können. Hierzu wurde die Kurve des Wißmarer Weges verbreitert und so Platz für eine Querungsinsel geschaffen. Auf diese Weise wird insbesondere stadtauswärts fahrenden Radfahrern eine gefahrlose Überquerung der Straße Richtung Brücke ermöglicht.
Am 1. Mai 2014 – fünf Tage nach dem Beginn der Landesgartenschau – wurde die Brücke im Beisein von über 500 Interessierten offiziell eröffnet. Der Zeremonie wohnten auch der hessische Ministerpräsident Volker Bouffier (CDU), die Gießener Oberbürgermeisterin Dietlind Grabe-Bolz (SPD) sowie die Bürgermeisterin Gerda Weigel-Greilich (Bündnis 90/Die Grünen) bei. Erst nach der Fertigstellung des Steges konnten im Verlaufe des Mai Elemente zur Straßenbeleuchtung an den beiden Pylonen installiert werden. Mit der Befestigung der Lampen waren die örtlichen Stadtwerke Gießen beauftragt worden, was im Vergleich zu einer möglichen Inklusion der Beleuchtung im Bauauftrag für das Konsortium zu einer Kostenersparnis führte.

### Finanzierung
Die Kosten für das Projekt lagen anfänglich bei etwa 2,2 Millionen Euro, erhöhten sich allerdings noch vor Baubeginn auf 2,8 Millionen Euro. Letztlich kalkulierte man mit Gesamtkosten von 3,665 Millionen Euro. Tatsächlich beliefen sie sich auf rund 3,5 Millionen Euro, von denen 1,72 Millionen durch Landesfördermittel gedeckt werden konnten. Die Einsparungen ergaben sich aufgrund günstigerer Beläge für Fahrbahn und Geländer sowie wegen der steileren Böschungen.
Anfang September 2017 forderte die Verwaltungsbehörde Hessen Mobil – Straßen- und Verkehrsmanagement in einem Schreiben an die Stadt Gießen unerwarteterweise die Rückzahlung von 250.000 Euro der Landesfördersumme mit Zahlungsfrist am 5. Oktober. Als Begründung wurde angeführt, dass man die 2012 erfolgte Art der Bauauftragsvergabe bemängele. Die Stadt verzichtete zwar darauf, Rechtsmittel einzulegen, Bürgermeisterin Gerda Weigel-Greilich verteidigte allerdings die damalige Vergabepraxis. Am 6. November beantragte der Magistrat im Haupt- und Finanzausschuss eine überplanmäßige Auszahlung in Höhe von 158.100 Euro – diese Summe ergab sich unter Berücksichtigung von Geldern für Brückenbau, Betrieb und Unterhalt. Der Antrag wurde von den Parteien ohne Diskussion und Gegenstimme angenommen und anschließend der Stadtverordnetenversammlung zur Entscheidung vorgelegt.

### Kritik
Im Gegensatz zur Landesgartenschau, der Teile der Gießener Bevölkerung wegen angeblicher schwerer Eingriffe in die Natur und kolportierter Verschwendung öffentlicher Gelder zeitweise überaus kritisch gegenüberstanden, stieß das Projekt der Lahnbrücke kaum auf Protest. Die überwiegende Mehrheit der direkten Anwohner begrüßte den Bau.
Für massiven Unmut unter den direkten Kleingartenanliegern sorgten allerdings die durch den Brückenbau notwendig gewordenen Änderungen der Verkehrsführungen in den Parzellengebieten an beiden Ufern der Lahn. Die Kritik erhob sich erstmals bei einer städtischen Infoveranstaltung im Bürgerhaus Nordstadtzentrum am 11. Februar 2012. Ursprünglich waren die Anliegerwege zwischen den Kleingärten zu beiden Seiten des Flusses als Rundwege angelegt. Im Herbst 2013 wurden auf den Wegen – die nun unter den Rampen hindurchführten – Poller installiert, die eine Durchfahrt mit Autos verhindern, Wendemöglichkeiten einschränken und die Anlieger zu Umwegen zwingen. Die Poller sollten dauerhaft stehen bleiben, wofür die Kleingärtner kein Verständnis zeigten. Zwar beträgt die Durchfahrtshöhe unter den Rampen jeweils etwa drei Meter und wäre somit für normale Autos geeignet, doch die städtischen Behörden möchten durch die Sperrung für Autofahrer potentielle Radtouristen bevorzugen und man hoffte, dass mit dem verkehrsberuhigten Uferweg die Attraktivität des Gebietes für diese Zielgruppe weiter steigt. Ende Oktober 2013 fand zu diesem Thema eine Anliegerversammlung statt, zu der Bürgermeisterin Gerda Weigel-Greilich eingeladen hatte. Mehrere von den Anwohnern vorgeschlagene Alternativen – beispielsweise eine Einbahnstraßenregelung auf den Wegen – wurden jedoch nicht berücksichtigt. Während der Eröffnungsfeier am 1. Mai 2014 protestierten daher einige Kleingärtner mit Plakaten und Schildern gegen die Installation der Poller.
Mitte August 2014 – einige Monate nach der Einweihung – war der Frust der Kleingärtner über die Einschränkung ihrer Verkehrswege noch immer akut. Einige Vertreter beklagten, dass die von der Stadt im Vorfeld versprochene Bürgerbeteiligung im Planungsprozess nicht eingehalten worden sei. Zudem bewerteten einige Kleingärtner die Brücke als „leicht überdimensioniert“, zeigten aber zeitgleich auch Verständnis dafür, dass eine Mindestdurchfahrtshöhe erforderlich sei, um die Schifffahrt auf dem Fluss nicht zu behindern. Als zunächst unzureichend erwies sich die Ausschilderung. So bemängelten insbesondere Fahrradfahrer, die den Lahntalradweg nutzten, dass der Christoph-Rübsamen-Steg schwierig zu finden sei. Ein weiterer Kritikpunkt seitens der Fahrradfahrer war, dass sie – die Brücke in östliche Richtung überquerend – bei der Einfahrt in die Sudetenlandstraße noch nicht ausreichend vor herannahenden Autos geschützt seien. Auch zwei Jahre später, im Juli 2016, zeigten sich Nutzer der Brücke noch immer unzufrieden mit der Verkehrssituation an der Einmündung in den Wißmarer Weg. Zentrale Kritikpunkte bei mehreren Ortsbegehungen waren die zu hohe Geschwindigkeit vorbeifahrender Autos und schlechte Einsehbarkeit der Kurve. Dem Ordnungsamt warfen die Kritiker Untätigkeit vor. Ein Vorschlag des städtischen Verkehrsausschusses, in diesem Bereich eine Geschwindigkeitsbeschränkung von 30 Kilometern pro Stunde einzuführen, fand auch seitens der Straßenverkehrsbehörde Zustimmung. Das Regierungspräsidium des Landkreises Gießen sprach sich allerdings dagegen aus, da „ja noch nichts passiert“ sei und im Bereich der Querungsinsel „keine qualifizierte Gefahrenlage“ vorliege. Die vorliegenden Fußgängerzahlen würden zudem das Auftragen eines Zebrastreifens nicht rechtfertigen. Der städtische Verkehrskoordinator Ralf Pausch (parteilos) räumte ein, dass die Lage der Querung „ungünstig“ sei und sagte zu, die Zahlen der täglichen Fußgängerquerungen noch einmal zu erheben. Sobald die „nötigen Werte“ erreicht seien, könnten Zebrastreifen auch ohne Zustimmung des Regierungspräsidiums aufgetragen werden.

### Namensgebung
Während der Planungsphase und in den ersten Monaten der Bauzeit trug die Lahnquerung den Arbeitstitel „Nordstadtbrücke“. Seitens der städtischen Verwaltung erging ein öffentlicher Aufruf zur Namensfindung an die Bevölkerung. Das entsprechende Verfahren wurde erstmals im Juni 2012 erläutert, woraufhin bereits erste noch inoffizielle Vorschläge zirkulierten. Offiziell begann die Bürgerbeteiligung mit dem ersten Spatenstich. Ab diesem Tag hatten die Gießener zwei Wochen lang die Möglichkeit, Ideen einzubringen – online, per Post sowie bei drei Stadtteilveranstaltungen.
Ende des Jahres 2012 waren insgesamt 152 Namensvorschläge eingereicht worden, von denen sich 50 auf Namen natürlicher Personen bezogen. Schon zu diesem Zeitpunkt galt Ludwig Christoph Rübsamen als einer der wahrscheinlichsten Namensgeber. Der Vorschlag wurde von sämtlichen Gießener Rudervereinen unterstützt und stammte von Rolf Beck, der sich seit 1996 wiederholt für die Benennung eines Ortes an der Lahn nach Rübsamen starkgemacht hatte. In die engere Auswahl kamen außerdem:
- Wangari Maathai (1940–2011), kenianische Politikerin und Umweltaktivistin – studierte in Gießen,
- Horst-Eberhard Richter (1923–2011), Psychoanalytiker und Friedensaktivist – lebte und lehrte in Gießen,
- Albert Osswald (1919–1996), hessischer Ministerpräsident (SPD) – in Gießen geboren,
- Elisabeth Selbert (1896–1986), Politikerin (SPD) und Juristin,
- Friedel Eidmann, Kommunalpolitiker (FDP),
- Erich Walldorf, Kommunalpolitiker (SPD),
- Matthias Beltz (1945–2002), Kabarettist – wuchs in Gießen auf.

Die städtische Straßenbenennungskommission schlug mit großer Mehrheit eine Benennung der Brücke nach Rübsamen vor. Mitte April 2013 billigte der Magistrat den Vorschlag, am 6. Mai folgten auch die Mitglieder des parlamentarischen Hauptausschusses einstimmig der Empfehlung und am 16. Mai erging schließlich ein entsprechender Beschluss seitens der Stadtverordnetenversammlung.
Ludwig Christoph Rübsamen (1823–1889) stammte aus Butzbach und war gelernter Schlosser. Demokratisch gesinnt engagierte sich in der deutschen Revolution 1848/1849 und fand anschließend seine Heimat in Gießen. Dort wirkte er als Turnlehrer sowohl beim MTV Gießen als auch an Gymnasien und an der Universität. Darüber hinaus leitete er neben einer Badeanstalt auch ein Kieswerk in der Lahn und zählte zu den Gründungsmitgliedern der Gießener Rudergesellschaft 1877 sowie der Freiwilligen Feuerwehr Gießen.